# Institut de l'image de l'océan Indien
L'Institut de l'image de l'océan indien ou ILOI est une école de formation professionnelle et de formation continue de La Réunion spécialisée dans l'infographie, l'animation 2D/3D, la post-production, la création Web et multimédia, l'audiovisuel et le cinéma. L'établissement est situé sur le territoire de la ville du Port.

## Historique
À l'origine, l'ILOI avait pour nom le Village Titan, une association culturelle fondée en 1983.  En 1994, Alain Séraphine, fondateur de l'association, souhaitant faire évoluer le département animation devenu trop important décide de renommer le Village Titan en ILOI - Institut de L'image de l'Océan Indien. Village Titan deviendra quant à lui Village Titan les écoles, association culturelle municipale de la ville du Port.

C'est dans l'optique d'alimenter le marché local de l'emploi et notamment la SEM Pipangaï, à l'époque le plus important studio en cinéma d'animation d'Europe, que furent lancées les premières formations d'animateurs, de décorateurs, de storyboardeurs et de coloristes.

Dès ses débuts, l'ILOI bénéficie d'une expertise extérieure de choix en la qualité de Pierre Ayma, fondateur du département animation de Gobelins l'école de l'image.
Les stagiaires formés intègreront également les studios d'Europe et du Canada (Nelvana, PMMP, Gaumont…) grâce aux réseaux de Gobelins, de Cartoon du programme européen Media et également du Festival international du film d'animation d'Annecy par l'intermédiaire de son directeur de l'époque, Jean-luc Xiberras. C'est dès ses débuts que l'ILOI reprend l'organisation du Carrefour de l'image de l'océan Indien, biennale consacrée aux enjeux de l'image animée en passant par le numérique.

Plusieurs réalisateurs et animateurs de choix venus d'Europe et d'Asie interviendront sur ces formations, notamment René Borg, réalisateur entre autres de la première série d'épisodes des Shadock, directeur artistique d'Ulysse 31 et d'Il était une fois... l'Homme, Il était une fois... l'Espace...
En 1997, la formation en nouvelles technologies est lancée à travers la formation de "Concepteur réalisateur multimédia" d'une durée de deux ans, c'est le département Multimédia de Gobelins qui accepte le nouveau partenariat. Cette formation est validée comme pour les formations en animation par un certificat délivré par des professionnels du métier.
En 1999, Georges Lacroix, pionnier de la 3D en France, (qui fonda avec Renato et Jean-Yves Grall la société Fantôme à qui l'on doit les Fables géométriques avec Pierre Perret et la série '"Insektors") initie une formation d'infographiste animateur 3D d'une durée de deux ans au sein de l'ILOI. Le résultat est un succès, les films sont diffusés dans plusieurs festivals nationaux et internationaux.
En 2000, c'est vers les métiers du son et de l'audiovisuel que se lance l'ILOI.
En 2002 voit le jour la formation "Multimédia Informatique Communication", une licence professionnelle en multimédia, fruit du partenariat étroit entre ILOI, Gobelins et le département hypermédia de l'université Paris VIII.
Vient alors avec cette première initiative, une phase de changement profond de l'établissement. Souhaitant offrir à ses stagiaires les meilleures chances de trouver un emploi à court et à long terme, l'ILOI décide d'offrir à chacune des étapes de ses formations, une double validation professionnelle et universitaire.
En 2003 l'ILOI s'associe au CNAM et à l'université de La Réunion afin de délivrer des formations spécifiques aux métiers de l'image.
En 2005 naît un nouveau partenariat entre l'ILOI et l'École de journalisme et de communication de Marseille.
En 2009 l'ILOI oriente son Master Audiovisuel vers les métiers du Cinéma avec la venue notamment de Jean-Louis Bompoint, directeur de la photographie.

## Agréments et partenariats
- L'ILOI fait partie du réseau européen d'écoles d'animation ETNA du programme européen Media.
- L'ILOI fait partie de l'UIM, Université internationale du multimédia[2].
- L'ILOI est partenaire du Cégep de Matane (Québec).
- L'ILOI est centre de formation agréé Autodesk pour le logiciel Maya[3] depuis 2005.
- L'ILOI est en partenariat avec l'université de AIX Marseille depuis 2005.

## Cursus
- PREPA
  - PASARTIC, Préparation à l'accès aux études Supérieures en Art et TIC permettant à des non-bacheliers d'accéder aux études supérieures. (Cette formation a reçu le premier prix européen pour la formation la plus innovante, elle est pour le moment suspendue à la suite de difficultés de financement à partir de 2013/2014)
- ANNEES 1,2,3
  - MAAJIC, 3 années en Multimédia, Audiovisuel, Animation 3D, Jeu vidéo, Infographie et Communication. La première année concerne les généralités, une année "touche-à-tout". La seconde permet le pré-choix entre 2 orientations caractérisées par 2 workshops. La 3e année contribue à l'élaboration d'un projet sur 6 mois dans la branche choisie. Grâce à sa collaboration avec l'Université d'Aix Marseille, la formation aboutit à une licence, DU2 et un DU3.
- ANNEE 4 - MASTER 1
  - Le Master 1 de Concepteur Réalisateur Chef de projet Multimédia, Bac +4, en partenariat avec l'école de journalisme de Marseille. Grâce à sa collaboration avec l'Université d'Aix Marseille, la formation aboutit à un MASTER 1 : Communication et information option : Branche choisie.
  - Le Master 1 d'Infographiste Animateur 3D Effets spéciaux, Bac +4, partenariat avec l'école de journalisme de Marseille. Grâce à sa collaboration avec l'Université d'Aix Marseille, la formation aboutit à un MASTER 1 : Communication et information option : Branche choisie.
  - Le Master 1 de technicien en audiovisuel, bac +4, en partenariat avec l'École de journalisme de Marseille. Grâce à sa collaboration avec l'Université d'Aix Marseille, la formation aboutit à un MASTER 1 : Communication et information option : Branche choisie.
  - Le Master 1 de game designer, bac +4, en partenariat avec l'École de journalisme de Marseille. Grâce à sa collaboration avec l'Université d'Aix Marseille, la formation débouche sur un MASTER 1 : Communication et information option : Branche choisie.
- ANNEE 5 - MASTER 2
  - Le Master 2 Formation à la réalisation option(Animation 3D, Cinéma, Multimédia ou Jeu vidéo), bac +5, en partenariat avec le département hypermédia de l'université Paris VIII. Grâce à sa collaboration avec l'Université d'Aix Marseille, la formation aboutis à un MASTER 2 : Communication et information option : Branche choisie.

## Intervenants reconnus ponctuels ou passés
- Boris ROBERT : Formateur permanent
- Nicolas BRIZARD : 2D
- Jean-François LEPINAY : 3D
- Marjorie VIGNAU : Audiovisuel
- Ludovic MOREAU : Création digitale
- Elsa MOSCATO : Création Digitale
- Arnaud BRU : Jeux vidéo
- Bruno CHANE-KANE : 2D
- Jean-Michel PEREZ : Audiovisuel
- Thierry BROCHART : Jeux vidéo
- Artem Alexeev : Dessin
- Kyle Balda: 3D
- Maurice Benayoun : art numérique
- Bruno Bianchi : Animation
- Jean-Louis Bompoint : Cinéma
- Jean-Jacques Birgé : Design Sonore
- René Borg : Animation
- Didier Chanfray : Jeux vidéo
- Jacques Davidovici : Composition musicale
- Jean-Marie Defrance : Programmation informatique
- Alain Gili: Cinéma
- Georges Lacroix : 3D et Scénario
- Henri Maillot-Rosély : Dessin et Sculpture
- Sarah Maldoror : Cinéma et Documentaire
- Eugène Mangalaza : philosophie et anthropologie
- Jean-Claude Mayo : peinture et sculpture
- Étienne Mineur : Web design
- Catherine Nyeki : art numérique
- Roger Pic : Photographie et Documentaire
- Xavier Picard :  Animation
- Willy Ronis : Photographie
- Sebastião Salgado : Photographie
- Claude Sauvageot : Photographie
- Thierry MARCHAND : Animation 3D